# North Fork (Arizona)
North Fork es un lugar designado por el censo del condado de Navajo, Arizona, Estados Unidos. Según el censo de 2020, tiene una población de 1467 habitantes.
En los Estados Unidos, un lugar designado por el censo (traducción literal de la frase en inglés census-designated place, CDP) es una región o una concentración de población identificada por la Oficina del Censo de los Estados Unidos exclusivamente para fines estadísticos.

## Geografía
Está ubicado en las coordenadas 34°00′38″N 109°57′34″O / 34.01056, -109.95944 (34.01057, -109.959543). Según la Oficina del Censo, tiene una superficie total de 159.60 km², de los cuales 159.57 km² corresponden a tierra firme y 0.03 km² están cubiertos de agua.

## Demografía
Según el censo de 2020, hay 1467 personas residiendo en la zona. La densidad de población es de 9.19 hab./km². El 93.52% de los habitantes son amerindios, el 3.95% son blancos, el 0.07% es asiático, el 0.27% son de otras razas y el 2.18% son de una mezcla de razas. Del total de la población, el 0.68% son hispanos o latinos de cualquier raza.